# Hambletonian Maturity
Hambletonian Maturity, loppet är öppet för 4-åriga amerikanskfödda hästar. Loppet kördes för första gången 2013. Loppet är ett sprinterlopp över 1810 meter med autostart som körs på Meadowlands Racetrack i East Rutherford i New Jersey i USA. Loppets första pris är 225 000 USD.

## Vinnare
| År   | Häst              | Tid    | Far            | Kusk            | Tränare                | Tvåa             | Trea               |
| ---- | ----------------- | ------ | -------------- | --------------- | ---------------------- | ---------------- | ------------------ |
| 2023 | M-M's Dream       | 2:04.3 | Swan For All   | David Miller    | Ron Burke              | Jiggy Jog        | Raised By Lindý    |
| 2022 | Bella Bellini     | 2:04.1 | Bar Hopping    | Dexter Dunn     | Richard "Nifty" Norman | Cuatro de Julio  | Ambassador Hanover |
| 2021 | Beads             | 2:04.4 | Archangel      | David Miller    | Per Engblom            | Hypnotic Am      | Ready For Moni     |
| 2020 | Gimpanzee         | 2:05.4 | Chapter Seven  | Brian Sears     | Marcus Melander        | Forbidden Trade  | Soul Strong        |
| 2019 | Crystal Fashion   | 2:04.3 | Cantab Hall    | Tim Tetrick     | Jim Campbell           | Atlanta          | Six Pack           |
| 2018 | Ariana G          | 2:05.0 | Muscle Hill    | Yannick Gingras | Jimmy Takter           | Bill's Man       | Top Flight Angel   |
| 2017 | Marion Marauder   | 2:05.2 | Muscle Hill    | Scott Zeron     | Paula Wellwood         | Cufflink Hanover | Warrawee Roo       |
| 2016 | Hannelore Hanover | 2:05.4 | Swan For All   | Yannick Gingras | Ron Burke              | Wings Of Royalty | Crazy Wow          |
| 2015 | JL Cruze          | 2:04.2 | Cruzed         | John Campbell   | Eric Eli               | Resolve          | Shake It Cerry     |
| 2014 | Your So Vain      | 2:05.3 | Donato Hanover | Åke Svanstedt   | Åke Svanstedt          | Bee A Magician   | Flanagan Memory    |
| 2013 | Modern Family     | 1:51.4 | Cantab Hall    | Tim Tetrick     | Daryl Bier             | Uncle Peter      | Guccio             |